# Ammotrechona cubae
Ammotrechona cubae es una especie de arácnido  del orden Solifugae de la familia Ammotrechidae.

## Distribución geográfica
Se encuentra en Cuba.